# Stora göl (Högsby socken, Småland)
Stora göl är en sjö i Högsby kommun i Småland och ingår i Alsteråns huvudavrinningsområde.